# Ходжамухаммедов, Баймурад Гельдымурадович
Баймурад Гельдымурадович Ходжамухаммедов — туркменский государственный деятель.

## Дата и место рождения
Родился в 1961 году в городе Ашхабаде.

## Образование и специальность
Образование высшее. Кандидат геолого-минералогических наук.
В 1984 году окончил Туркменский политехнический институт, по специальности — горный инженер-гидрогеолог.
В 1990 году окончил аспирантуру в Московском геологоразведочном институте имени С.Орджоникидзе, защитил кандидатскую диссертацию на тему: «Закономерности изменения и методика определения параметров влагопереноса, инфильтрационного питания на орошаемом массиве в аридной зоне (На примере Тедженского оазиса)».

## Карьера
Трудовой путь начал с должности, старшего лаборанта Туркменского научно исследовательского геологоразведочного института, затем был назначен инженером.
1991—1998 гг. — различные должности в системе ПО «Туркменгеология», затем, с 1998г. в Государственной торговой корпорации «Туркменнебитгаз».
2003—2005 гг. — заместитель председателя Национального клирингового центра при Кабинете Министров Туркменистана.
2005—2007 гг. — начальник отдела корпорации «Туркменнебитгаз».
2007 г. — начальник управления снабжения производственных объектов государственного концерна «Туркменгаз».
13.07.07 — 27.08.08 — министр нефтегазовой промышленности и минеральных ресурсов Туркменистана.
27.08.08 — 10.07.09 — председатель государственного концерна «Туркменгаз».
10.07.09 — 06.11.15 — заместитель Председателя Кабинета министров Туркменистана.
6 ноября 2015 года уволен по состоянию здоровья.

## После отставки
В ходе заседания Кабинета министров Туркменистана 4 марта 2016 года К. Бердымухаммедов сообщил о проведенной плановой проверке предприятий нефтегазового комплекса, в результате которой были выявлен целый ряд коррупционных преступлений, совершенных во время руководства отраслью Б. Ходжамухаммедовым. По словам К. Бердымухаммедова, сам Б. Ходжамухаммедов был уличен в получении взяток и после допроса «сдал полтора миллиона долларов, полученных им от различных людей». Здесь же К. Бердымухамедов поручил Генеральному прокурору Туркменистана «продолжить проверки в нефтегазовом комплексе страны и по их итогам, на основании закона, принять меры ко всем виновным, независимо от занимаемой должности».
Дальнейшая судьба Б. Ходжамухаммедова доподлинно неизвестна. По неподтвержденным данным, в настоящее время отбывает наказание в местах лишения свободы.

## Взыскания
- Апрель 2012 — строгий выговор за неудовлетворительное исполнение служебных обязанностей, ослабление контроля за деятельностью курируемых министерств и отраслевых ведомств, а также за низкие темпы проводимых работ по освоению нефтегазовых месторождений

## Семья
Имеет 4 детей